# 투폴레프 Tu-95
투폴레프 Tu-95(러시아어: Туполев Ту-95, 영어: Tupolev Tu-95, NATO 보고명: Bear)는 터보프롭 엔진을 장착한 전략폭격기이다. 1952년 11월 첫 비행을 한 Tu-95는 1956년 소련 공군의 장거리 비행대에 도입되었고, 2015년 첫 실전을 치렀으며 적어도 2040년까지 러시아 공군에서 운영될 예정이다. Tu-95의 해상초계 버전이 투폴레프 Tu-142이며, 여객기용 버전이 투폴레프 Tu-114이다. 
투폴레프 Tu-95는 프로펠러를 장착한 전략폭격기 중 세계에서 유일하게 운용되는 기종이며, 쿠츠네초프 NK-12 엔진 4개를 탑재하고 있다. 투폴레프 Tu-95는 반충격 기체에 독특한 외관의 후퇴익을 장착하고 있다. 

## 파생형
- Tu-95/1: 2TV-2F 터보프롭 엔진 사용. 첫비행에서 추락함.
- Tu-95/2: 2번째 시제기. NK-12 터보프롭 엔진 사용.
- Tu-95/Tu-95M: 장거리 전략 폭격기 기본형. 공중급유 프로브가 없음. 나토명 Bear-A.
- Tu-95K: 실험기.
- Tu-95K22: Raduga Kh-22 미사일캐리어로 개조. 항법장치 개선. 나토명 Bear-G.
- Tu-95K/Tu-95KD: Raduga Kh-20 공대지 미사일캐리어. 처음으로 공중급유 프로브가 장착됨. 나토명 Bear-B.
- Tu-95KM: Tu-95K의 개량형. 정찰기능 향상. 일부는 개조되어 Bear-G로 됨. 나토명 Bear-C.
- Tu-95M-55: 미사일캐리어
- Tu-95MR: Bear-A를 사진정찰용으로 개조하여 해군에서 사용. 나토명 Bear-E.
- Tu-95MS/Tu-95MS6/Tu-95MS16:– 완전히 새로운 순항미사일 발사용 버전. Tu-142 기체를 개조했다. Kh-55 순항미사일을 탑재한다. 서방에서는 1980년대 한동안 Tu-142로 식별했었다. 나토명 Bear-H.
- Tu-95N: Experimental version for air-dropping an RS ramjet powered aircraft.
- Tu-95RTs: 해상초계기, ELINT기로 Bear-A를 개조했다. 나토명 Bear-D.
- Tu-95U Uchebnyy: Bear-A를 훈련기로 개조했다. 모두 퇴역했다. 나토명 Bear-T.
- Tu-96: 장거리 전략 고공 폭격기. 고공비행에 적합한 TV-16 터보프롭 엔진 장착. 새로운 형태의 넓은 면적의 날개 장착.[1]
- Tu-114: 민간 여객기
- Tu-116: Tu-95를 여객기로 개조했다. 2대만 만들었다.[2]
- 투폴레프 Tu-95LaL : 원자력 추진 비행기
- Tu-142: 해상초계기. 나토명 Bear-F.

## 제원 (Tu-95MS)

### 일반적 특성
- 승무원: 6~7명; 조종사, 부조종사, 비행 엔지니어, 통신 * 시스템 운영자, 항해사, 꼬리 포수 및 임무 프로필에 따라 추가 항해사.
- 길이: 46.2m(151피트 7인치)
- 날개 폭: 50.1m(164피트 4인치)
- 높이: 12.12m(39피트 9인치)
- 날개 면적: 310m2(3,300평방피트)
- 공차 중량: 90,000kg(198,416lb)
- 총중량: 171,000kg(376,990lb)
- 최대 이륙 중량: 188,000kg(414,469lb)
- 동력 장치: 4 × Kuznetsov NK-12 터보프롭 엔진 15,000 PS (15,000 hp; 11,000 kW)
- 프로펠러: 8개의 블레이드 역회전 완전 깃털형 정속 프로펠러

### 성능
- 최대 속도: 925km/h(575mph, 499kn)
- 순항 속도: 710km/h(440mph, 380kn)
- 범위: 15,000km(9,300마일, 8,100nmi)
- 서비스 천장: 13,716m(45,000피트)
- 상승 속도: 10m/s(2,000피트/분)
- 날개 하중: 606kg/m2(124lb/sq ft)
- 전력/질량: 0.235kW/kg(0.143hp/lb)

### 군사
- 주포: 꼬리 포탑에 2 × 23 mm (0.906 in) Gryazev-Shipunov GSh-23 기관포
- 미사일: 최대 15,000kg(33,000lb)(Kh-20, Kh-22, Kh-55/101/102 또는 날개 밑 파일론에 장착된 Kh-101/102 순항 미사일 8개 포함)

## 같이 보기
- 투폴레프 Tu-142
- 보잉 B-52 스트래토포트리스